# Reginald de la Marche
Reginald de la Marche (†1410) fue un sacerdote católico francés, religioso trinitario, redentor general y ministro general de la Orden de 1392 hasta su muerte.

## Biografía
Reginald de la Marche nació en la antigua región de Borgoña (hoy parte de Francia, probablemente fue familiar del también trinitario Jean de la Marche. Ingresó a la Orden de la Santísima Trinidad, donde estudió teología y fue ordenado sacerdote. En el capítulo general de la Orden, el 12 de mayo de 1392, fue elegido ministro general. Gobernó la Orden por dieciocho años hasta su muerte en 1410, durante su gobierno que permaneció fiel a la obediencia del papa de Aviñón, en tiempos del Cisma de Occidente, lo que mantuvo también el cisma al interno de la Orden trinitaria. Aun así pudo trabajar por la redención de cautivos, rescatando él mismo a más de 40 cristianos, probablemente al norte de África.